# Туррубарес (кантон)
Турруба́рес (исп. Turrubares) — кантон в провинции Сан-Хосе Коста-Рики.

## География
Находится на крайнем западе провинции. Граничит на северо-западе с провинцией Алахуэла, на юге и западе с провинцией Пунтаренас. Административный центр — Сан-Пабло.

## Округа
Кантон разделён на 5 округов:
1. Сан-Пабло
2. Сан-Педро
3. Сан-Хуан-де-Мата
4. Сан-Луис
5. Карара